# Montuemhat
Montuemhat, meist Monthemhet,  war einer der bedeutendsten Beamten am Ende der 25. und Beginn der 26. Dynastie im Alten Ägypten um 660 v. Chr.

## Familie
Montuemhat stammte aus einer einflussreichen Familie. Sein Vater war der Bürgermeister von Theben, Nesiptah, seine Mutter Asetenchebt. Seine Großeltern waren Chamhor und Tabetjet. Montuemhat war mit Wedjarenes verheiratet, einer Enkelin des nubischen Königs Pije. Zwei weitere Frauen waren Neschonsu und Schepenmut, die vielleicht schon früh verstarben. Sein Sohn Nesptah hatte wiederum bedeutende Ämter inne.

## Amtszeit
Die Titel des Montuemhat waren unter anderem Bürgermeister von Theben, Vierter Priester des Amun und Vorsteher von Oberägypten. Es wird vermutet, dass er der eigentliche Herrscher in Oberägypten war und wird auch als solcher in den assyrischen Quellen („Fürst der Thebais“) bezeichnet, auch wenn das Land nominell von den Kuschiten der 25. Dynastie unter Taharqa und Tanotamun regiert wurde. Im Jahr 656 v. Chr. wurde Theben von den Assyrern geplündert, doch schaffte es Montuemhat auch in der Folgezeit, seine Position zu behalten, und ist auch noch am Beginn der 26. Dynastie unter Psammetich I. im Amt bezeugt. Um 648 v. Chr. ist er wohl verstorben.

## Denkmäler
Besonders beeindruckend ist Montuemhats thebanisches Grab TT34. Mit zwei Höfen und mehr als 60 Räumen, Treppenhäusern, Korridoren und Schächten, die sich über diverse Ebenen erstrecken, ist es eines der größten Privatgräber im Alten Ägypten. Es gibt ausgesprochen viele Denkmäler, zu denen vor allem zahlreiche Statuen zählen. Inschriften im Wadi Gasus berichten von mehreren Expeditionen in der Regierungszeit von Psammetich I.

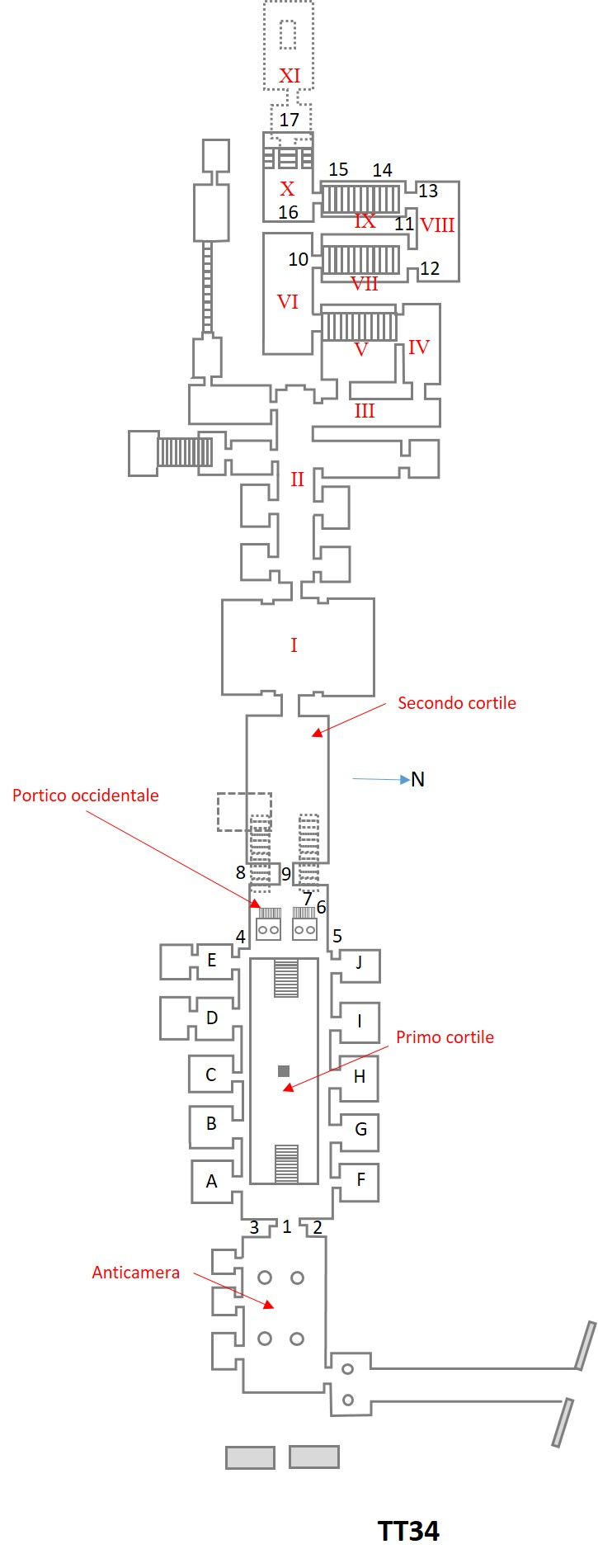
Plan des Grabes TT34
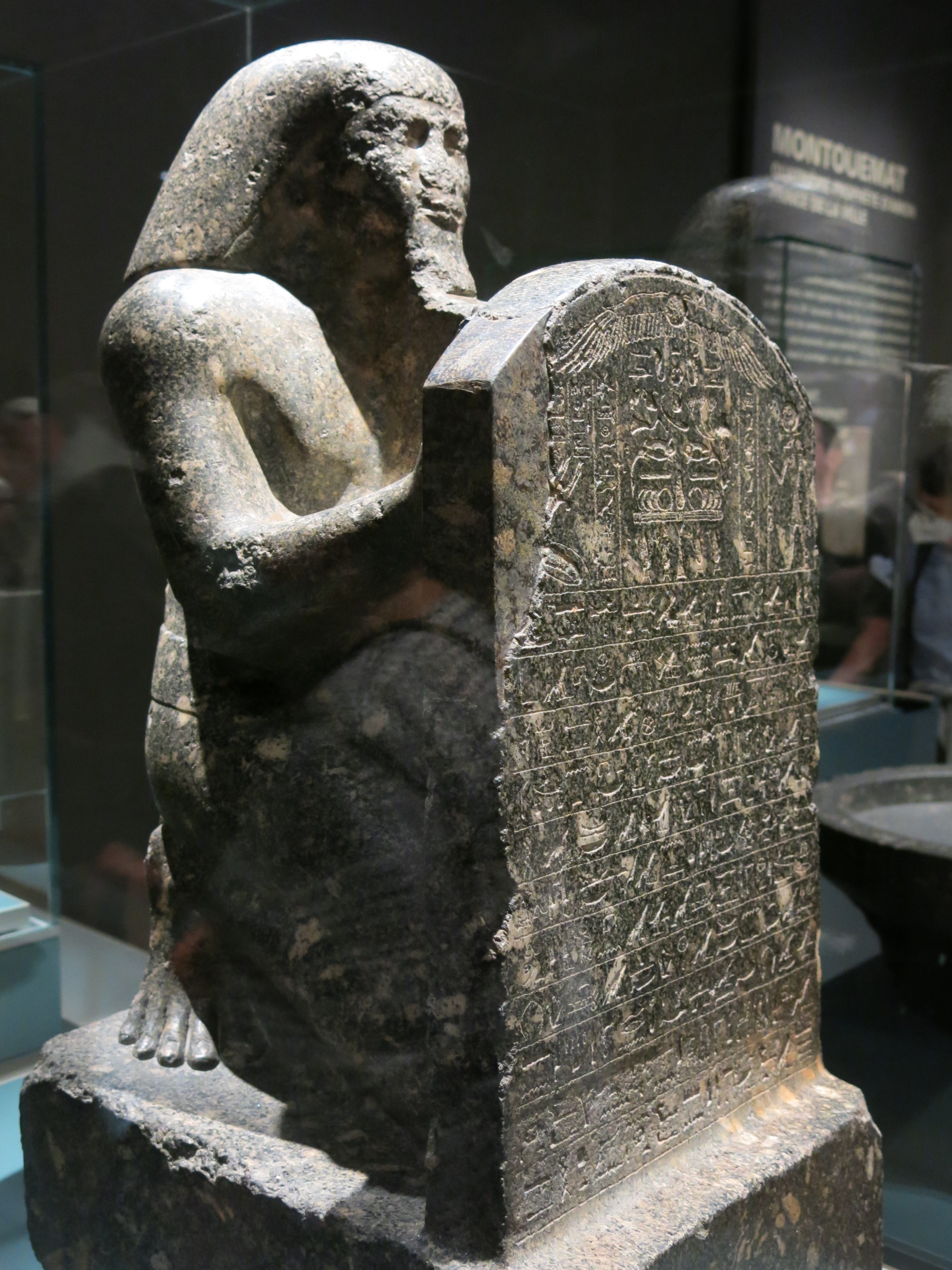
Statue des Montuemhat, British Museum, London (EA 1643)
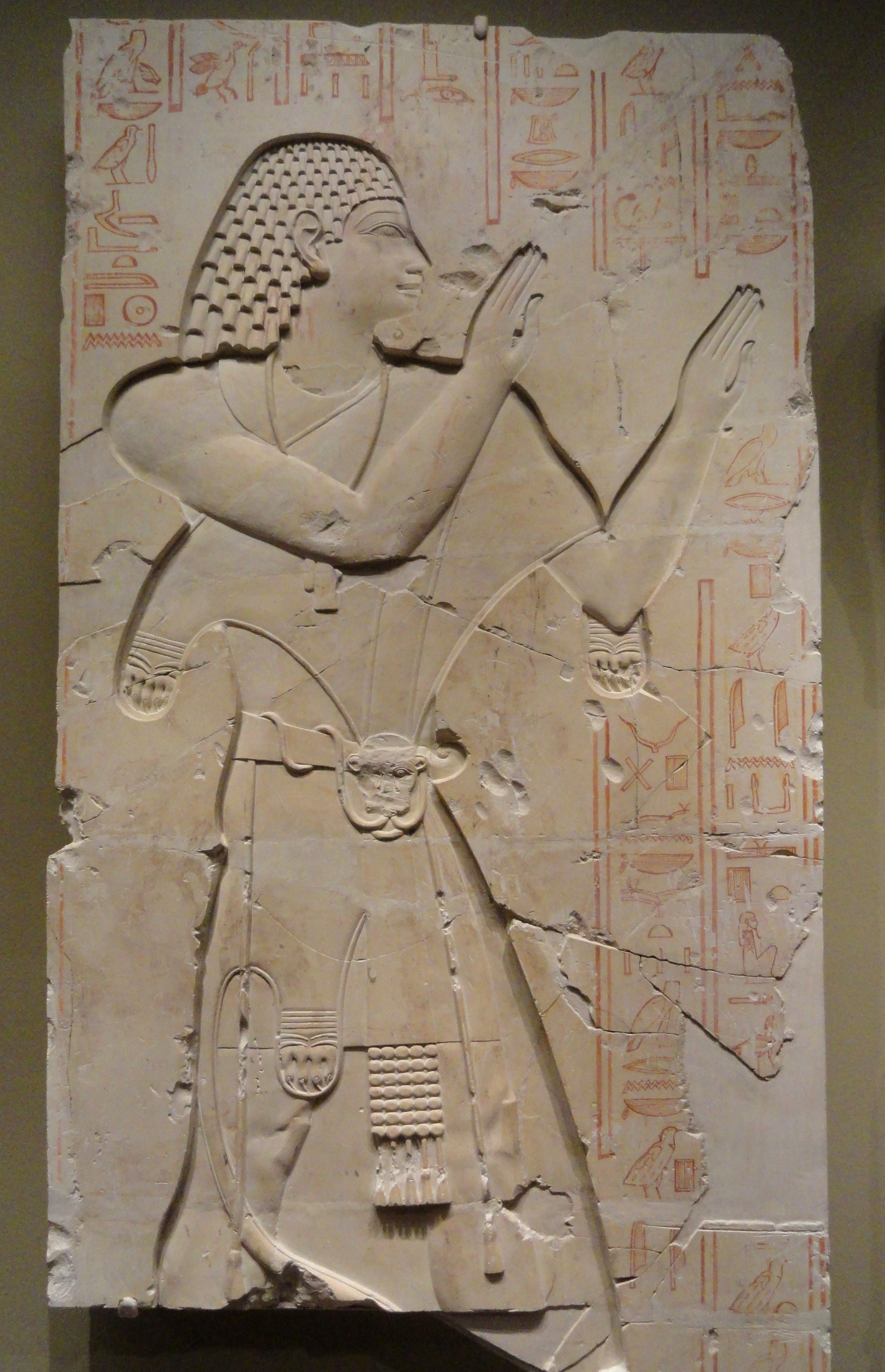
Montuemhat als Oberpriester des Amun, Cleveland Museum of Art, Cleveland (1951.281)
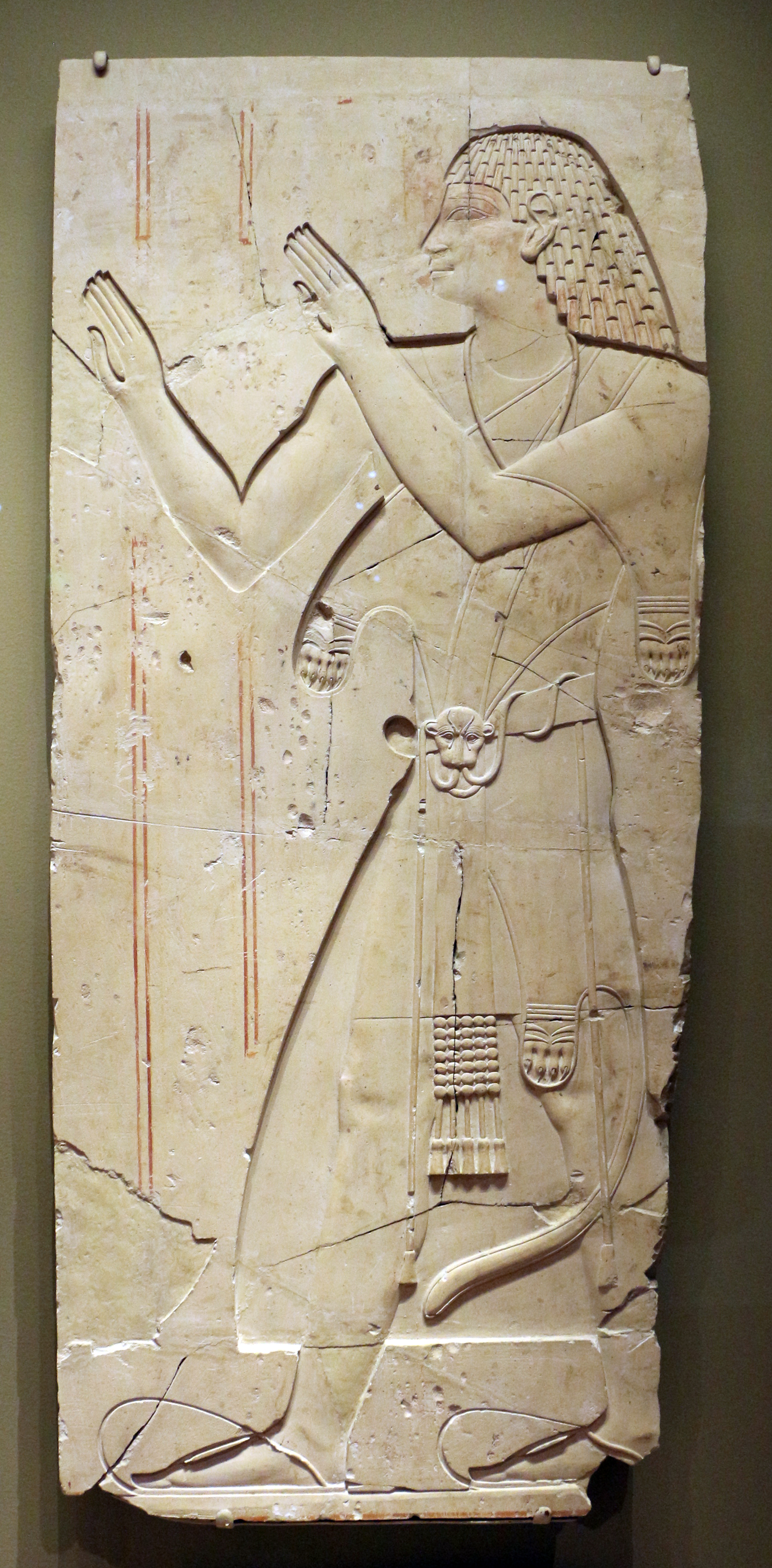
Montuemhat als Oberpriester des Amun, Cleveland Museum of Art, Cleveland (1951.280)
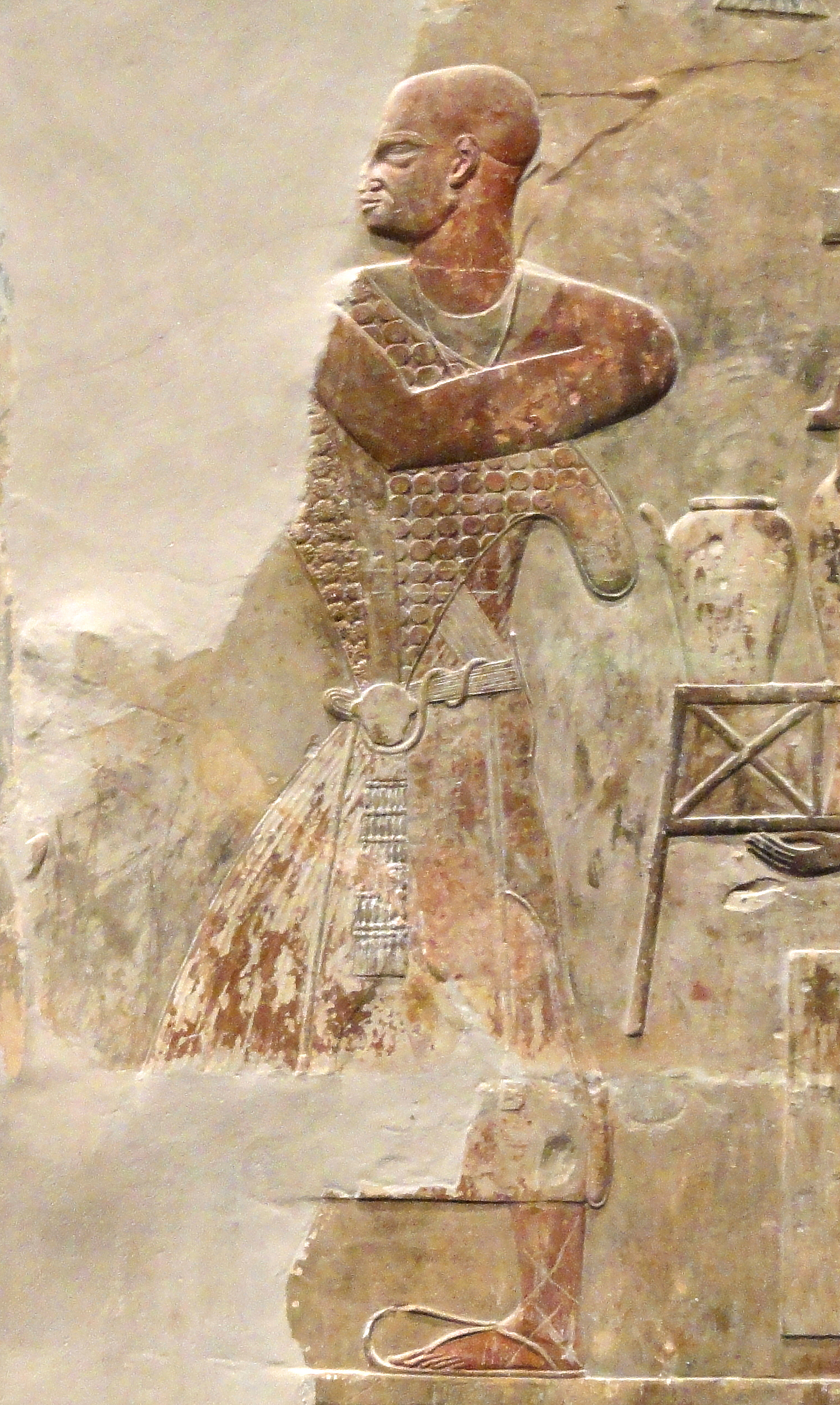
Relief von Montuemhat (Ausschnitt), Nelson-Atkins Museum of Art, Kansas City (48-28)
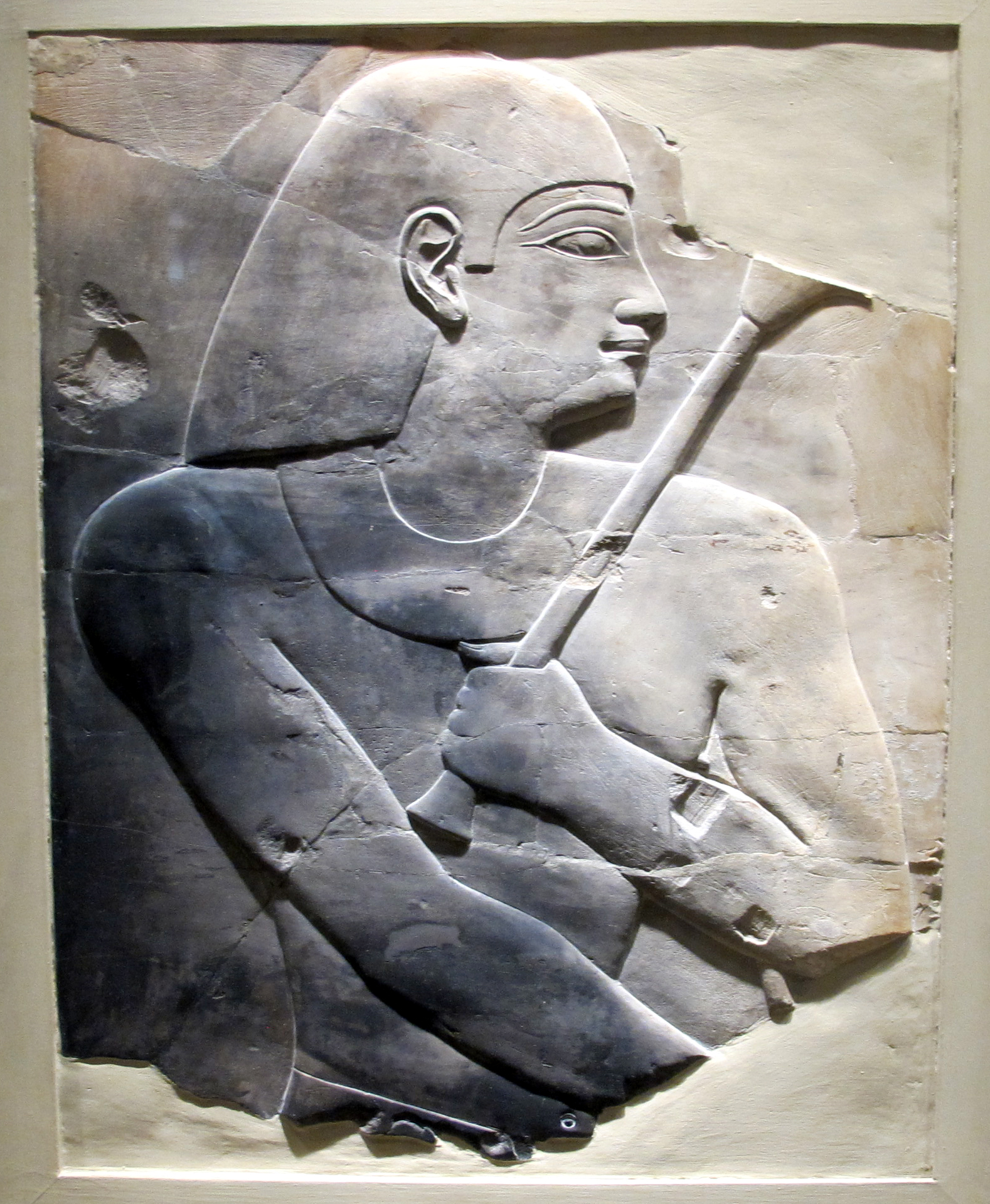
Vermutlich Relief des Montuemhat, Brooklyn Museum, New York (Brooklyn 1996.146.3)